# Districtul Noen Kham
Noen Kham (în thailandeză เนินขาม) este un district (Amphoe) din provincia Chainat, Thailanda, cu o populație de 17.371 de locuitori și o suprafață de 270,0 km².

## Componență
Districtul este subdivizat în 3 subdistricte (tambon), care sunt subdivizate în 48 de sate (muban).
| Nr. | Nume         | În thailandeză | Locuitori |       |
| --- | ------------ | -------------- | --------- | ----- |
| 1.  | Noen Kham    | เนินขาม         | 19        | 6,355 |
| 2.  | Kabok Tia    | กะบกเตี้ย        | 15        | 5,523 |
| 3.  | Suk Duean Ha | สุขเดือนห้า       | 14        | 5,493 |